# E-Prix di Parigi 2019
L'E-Prix di Parigi 2019 è stato l'ottavo appuntamento del Campionato di Formula E 2018-2019. La gara è stata la prima nella storia del campionato a disputarsi in condizioni di pista bagnata, sotto una pioggia battente. Il vincitore è stato Robin Frijns, ottavo pilota a vincere in otto gare disputate, dopo che la pole era stata conquistata da Oliver Rowland.

## Risultati

### Qualifiche
| Pos. | N. | Pilota                 | Squadra                   | Qualifica | Gap    | SuperPole | Gap    | Griglia |
| ---- | -- | ---------------------- | ------------------------- | --------- | ------ | --------- | ------ | ------- |
| 1    | 22 | Oliver Rowland         | Nissan e.Dams             | 1:00.450  | -      | 1:00.535  | -      | 1       |
| 2    | 23 | Sébastien Buemi        | Nissan e.Dams             | 1:00.574  | +0.124 | 1:00.768  | +0.233 | 2       |
| 3    | 4  | Robin Frijns           | Envision Virgin Racing    | 1:00.583  | +0.133 | 1:00.793  | +0.258 | 3       |
| 4    | 19 | Felipe Massa           | Venturi Grand Prix        | 1:00.709  | +0.259 | 1:01.217  | +0.682 | 4       |
| 5    | 6  | Maximilian Günther     | Geox Dragon Racing        | 1:00.719  | +0.269 |           |        | 5       |
| 6    | 36 | André Lotterer         | DS Techeetah              | 1:00.738  | +0.288 |           |        | 6       |
| 7    | 66 | Daniel Abt             | Audi Sport ABT Schaeffler | 1:00.739  | +0.289 |           |        | 7       |
| 8    | 11 | Lucas Di Grassi        | Audi Sport ABT Schaeffler | 1:00.761  | +0.311 |           |        | 8       |
| 9    | 8  | Tom Dillmann           | NIO Formula E Team        | 1:00.784  | +0.334 |           |        | 9       |
| 10   | 48 | Edoardo Mortara        | Venturi Grand Prix        | 1:00.801  | +0.351 |           |        | 10      |
| 11   | 16 | Oliver Turvey          | NIO Formula E Team        | 1:00.876  | +0.426 |           |        | 11      |
| 12   | 25 | Jean-Éric Vergne       | DS Techeetah              | 1:00.886  | +0.436 |           |        | 12      |
| 13   | 2  | Sam Bird               | Envision Virgin Racing    | 1:00.928  | +0.478 |           |        | 13      |
| 14   | 28 | António Félix da Costa | BMW i Andretti Motorsport | 1:00.952  | +0.502 |           |        | 14      |
| 15   | 3  | Alex Lynn              | Panasonic Jaguar Racing   | 1:01.012  | +0.562 |           |        | 15      |
| 16   | 27 | Alexander Sims         | BMW i Andretti Motorsport | 1:01.037  | +0.587 |           |        | 16      |
| 17   | 17 | Gary Paffett           | HWA Racelab               | 1:01.135  | +0.685 |           |        | 17      |
| 18   | 20 | Mitch Evans            | Panasonic Jaguar Racing   | 1:01.243  | +0.793 |           |        | 18      |
| 19   | 4  | Stoffel Vandoorne      | HWA Racelab               | 1:01:471  | +1.021 |           |        | 19      |
| 20   | 7  | José María López       | Geox Dragon Racing        | 1:07.494  | +7.044 |           |        | 20      |
| 21   | 64 | Jérôme d'Ambrosio      | Mahindra Racing           |           |        |           |        | 21      |
| 22   | 94 | Pascal Wehrlein        | Mahindra Racing           |           |        |           |        | 22      |

### Gara
| Pos.   | N. | Pilota                 | Squadra                   | Giri | Tempo/Ritiro | Griglia | Punti |
| ------ | -- | ---------------------- | ------------------------- | ---- | ------------ | ------- | ----- |
| 1      | 4  | Robin Frijns           | Envision Virgin Racing    | 32   | 47:50.510    | 3       | 26    |
| 2      | 36 | André Lotterer         | DS Techeetah              | 32   | +1.373       | 6       | 18    |
| 3      | 66 | Daniel Abt             | Audi Sport ABT Schaeffler | 32   | +3.175       | 7       | 15    |
| 4      | 11 | Lucas Di Grassi        | Audi Sport ABT Schaeffler | 32   | +3.666       | 8       | 12    |
| 5      | 6  | Maximilian Günther     | GEOX Dragon               | 32   | +5.456       | 5       | 10    |
| 6      | 25 | Jean-Éric Vergne       | DS Techeetah              | 32   | +6.694       | 12      | 8     |
| 7      | 28 | António Félix da Costa | BMW i Andretti Motorsport | 32   | +7.238       | 14      | 6     |
| 8      | 17 | Gary Paffett           | HWA Racelab               | 32   | +7.901       | 17      | 4     |
| 9      | 19 | Felipe Massa           | Venturi Formula E Team    | 32   | +10.522      | 4       | 2     |
| 10     | 94 | Pascal Wehrlein        | Mahindra Racing           | 32   | +10.998      | 22      | 1     |
| 11     | 2  | Sam Bird               | Envision Virgin Racing    | 32   | +11.488      | 13      |       |
| 12     | 22 | Oliver Rowland         | Nissan e.DAMS             | 32   | +19.451      | 1       | 3     |
| 13     | 7  | José María López       | GEOX Dragon               | 32   | +24.023      | 20      |       |
| 14     | 16 | Oliver Turvey          | NIO Formula E Team        | 32   | +1:22.026    | 11      |       |
| 15     | 23 | Sébastien Buemi        | Nissan e.DAMS             | 31   | +1 giro      | 2       |       |
| 16     | 20 | Mitch Evans            | Panasonic Jaguar Racing   | 31   | + 1 giro     | 18      |       |
| 17     | 64 | Jérôme d'Ambrosio      | Mahindra Racing           | 29   | Incidente    | 21      |       |
| Rit    | 3  | Alex Lynn              | Panasonic Jaguar Racing   | 23   | Incidente    | 15      |       |
| Rit    | 48 | Edoardo Mortara        | Venturi Formula E Team    | 23   | Incidente    | 10      |       |
| Rit    | 27 | Alexander Sims         | BMW i Andretti Motorsport | 18   | Incidente    | 16      |       |
| Rit    | 5  | Stoffel Vandoorne      | HWA Racelab               | 18   | Incidente    | 19      |       |
| Rit    | 8  | Tom Dillmann           | NIO Formula E Team        | 17   | Incidente    | 9       |       |
| Fonte: |    |                        |                           |      |              |         |       |

## Classifiche
Classifica Piloti
| +/– | Pos | Pilota                 | Punti    |
| --- | --- | ---------------------- | -------- |
| 5   | 1   | Robin Frijns           | 81       |
| 1   | 2   | André Lotterer         | 80 (-1)  |
| 1   | 3   | António Félix da Costa | 70 (-11) |
| 1   | 4   | Lucas Di Grassi        | 70 (-11) |
| 4   | 5   | Jérôme d'Ambrosio      | 65 (-16) |

Classifica Squadre
| +/– | Pos | Squadra                   | Punti     |
| --- | --- | ------------------------- | --------- |
|     | 1   | DS Techeetah              | 142       |
|     | 2   | Envision Virgin Racing    | 135 (-7)  |
|     | 3   | Audi Sport ABT Schaeffler | 129 (-13) |
|     | 4   | Mahindra Racing           | 103 (-39) |
|     | 5   | BMW i Andretti Motorsport | 88 (-54)  |

## Altre gare
- E-Prix di Parigi 2018
- E-Prix di Roma 2019
- E-Prix di Monaco 2019